# 東華学校
東華学校（とうかがっこう）は、1886年（明治19年）に宮城県仙台区（現仙台市）の清水小路に開校したキリスト教系男子校である。1892年（明治25年）に廃止された。

## 概要
仙台東華学校は、明治中期に仙台で次々と設立されたキリスト教系諸学校の草分け的存在であり、当時の宮城の私立中学校の中で最優秀の学校であった。辛未館 - 官立宮城外国語学校 - 官立宮城英学校 - 県立仙台中学校 - 県立宮城中学校と引き継がれた県立宮城尋常中学校が（旧制）第二高等学校尋常科の設置に伴い廃止された同年の1886年（明治19年）に、同志社の新島襄が富田鐵之助（のち日銀総裁）、松平正直（当時宮城県知事）の援助を得て設立したものである。
初代校長は新島襄。「SEEK TRUTH AND DO GOOD（真理を求め善をなせ）」をモットーに設立されるも、1889年（明治22年）秋に副校長市原盛宏が米国に留学し、さらに翌年新島が死去したことで学校運営は迷走を重ね、1892年（明治25年）に廃校。生徒や学校設備は宮城県立尋常中学校に編入（事実上は県移管）された。
一力健治郎、真山青果、山梨勝之進などを輩出し、現在では「仙台の教育の原点」とも言われている。
なお、斎藤秀三郎は辛未館 - 宮城英学校に、郷誠之助（実業家）、菅原通敬（大蔵次官(1915-)）らは、仙台中学に在籍していた。
1932年（昭和7年）、跡地に「東華学校趾碑」が建てられた。

## 建築
1887年（明治20年）に清水小路に建てられた校舎は、木造2階瓦葺のルネサンス風和洋折衷建築であった。外壁は下見板張で、建物正面に三角形の屋根を持つ2階張り出しを設け、その1階部分は列柱を立てて玄関ポーチとした。この破風の壁に、SEEK TRUTH AND DO GOODの文字を掲げた。東華学校の廃止後も宮城県第一中学校、私立東華女学校に引き継がれ、女学校とともに東九番丁に移った。私立東華女学校が宮城県第二女子高等学校に変わってから、取り壊された。